# Tryphon flavescens
Tryphon flavescens är en stekelart som beskrevs av Etienne Laurent Joseph Hippolyte Boyer de Fonscolombe 1849. Tryphon flavescens ingår i släktet Tryphon och familjen brokparasitsteklar. Inga underarter finns listade i Catalogue of Life.